# دهنجرد (سفالغران)
دهنجرد (بالفارسية: دهنجرد) هي مستوطنة تقع في إيران في قسم سفالغران الريفي. يقدر عدد سكانها بـ 1,019 نسمة .